# Tour of Beijing 2012
Il Tour of Beijing 2012, seconda edizione della corsa, valido come ventottesima e ultima prova dell'UCI World Tour 2012, si svolse in cinque tappe dal 9 al 13 ottobre 2012 su un percorso di 753,5 km complessivi. La vittoria fu appannaggio dal tedesco Tony Martin, che completò il percorso in 17h16'56" precedendo l'italiano Francesco Gavazzi e il norvegese Edvald Boasson Hagen.

## Tappe
| Tappa  | Data       | Percorso                                       | km    | Vincitore di tappa | Leader cl. generale |
| ------ | ---------- | ---------------------------------------------- | ----- | ------------------ | ------------------- |
| 1ª     | 9 ottobre  | Piazza Tienanmen > Stadio nazionale di Pechino | 117   | Elia Viviani       | Elia Viviani        |
| 2ª     | 10 ottobre | Stadio nazionale di Pechino > Mentougou        | 126   | Tony Martin        | Tony Martin         |
| 3ª     | 11 ottobre | Mentougou > Badaling Grande muraglia           | 162,5 | Francesco Gavazzi  | Tony Martin         |
| 4ª     | 12 ottobre | Yanqing > Changping                            | 165,5 | Marco Haller       | Tony Martin         |
| 5ª     | 13 ottobre | Changping > Pinggu                             | 182,5 | Steve Cummings     | Tony Martin         |
| Totale | Totale     | Totale                                         | 753,5 |                    |                     |

## Squadre partecipanti
| N.    | Cod. | Squadra                |
| ----- | ---- | ---------------------- |
| 1-8   | OPQ  | Omega Pharma-Quickstep |
| 11-17 | ALM  | AG2R La Mondiale       |
| 21-27 | AST  | Astana Pro Team        |
| 31-37 | BMC  | BMC Racing Team        |
| 41-48 | EUS  | Euskaltel-Euskadi      |
| 51-57 | FDJ  | FDJ-BigMat             |
| 61-68 | GRS  | Garmin-Sharp           |
| 71-78 | KAT  | Katusha Team           |
| 81-88 | LAM  | Lampre-ISD             |
| 91-98 | LIQ  | Liquigas-Cannondale    |

| N.      | Cod. | Squadra                     |
| ------- | ---- | --------------------------- |
| 101-108 | LTB  | Lotto-Belisol Team          |
| 111-118 | MOV  | Movistar Team               |
| 121-128 | OGE  | Orica-GreenEDGE             |
| 131-138 | RAB  | Rabobank Cycling Team       |
| 141-148 | RSN  | RadioShack-Nissan           |
| 151-155 | SKY  | Sky Procycling              |
| 161-167 | STB  | Team Saxo Bank-Tinkoff Bank |
| 171-177 | VCD  | Vacansoleil-DCM             |
| 181-188 | CSS  | Champion System             |

## Dettagli delle tappe

### 1ª tappa
- 9 ottobre: Piazza Tienanmen > Stadio nazionale di Pechino – 117 km

Risultati
| Pos. | Corridore    | Squadra   | Tempo    |
| ---- | ------------ | --------- | -------- |
| 1    | Elia Viviani | Liquigas  | 2h37'49" |
| 2    | Andrew Fenn  | Omega Ph. | s.t.     |
| 3    | E. B. Hagen  | Sky       | s.t.     |

| Pos. | Corridore    | Squadra   | Tempo    |
| ---- | ------------ | --------- | -------- |
| 1    | Elia Viviani | Liquigas  | 2h37'49" |
| 2    | Andrew Fenn  | Omega Ph. | a 4"     |
| 3    | E. B. Hagen  | Sky       | s.t.     |

### 2ª tappa
- 10 ottobre: Stadio nazionale di Pechino > Mentougou – 126 km

Risultati
| Pos. | Corridore         | Squadra   | Tempo    |
| ---- | ----------------- | --------- | -------- |
| 1    | Tony Martin       | Omega Ph. | 2h53'05" |
| 2    | Francesco Gavazzi | Astana    | a 46"    |
| 3    | Eros Capecchi     | Liquigas  | s.t.     |

| Pos. | Corridore         | Squadra   | Tempo    |
| ---- | ----------------- | --------- | -------- |
| 1    | Tony Martin       | Omega Ph. | 5h30'44" |
| 2    | Francesco Gavazzi | Astana    | a 50"    |
| 3    | Eros Capecchi     | Liquigas  | a 52"    |

### 3ª tappa
- 11 ottobre: Mentougou > Badaling Grande muraglia – 162,5 km

Risultati
| Pos. | Corridore         | Squadra | Tempo    |
| ---- | ----------------- | ------- | -------- |
| 1    | Francesco Gavazzi | Astana  | 4h05'08" |
| 2    | Daniel Martin     | Garmin  | s.t.     |
| 3    | E. B. Hagen       | Sky     | s.t.     |

| Pos. | Corridore         | Squadra   | Tempo    |
| ---- | ----------------- | --------- | -------- |
| 1    | Tony Martin       | Omega Ph. | 9h35'52" |
| 2    | Francesco Gavazzi | Astana    | a 40"    |
| 3    | Daniel Martin     | Garmin    | a 50"    |

### 4ª tappa
- 12 ottobre: Yanqing > Changping – 165,5 km

Risultati
| Pos. | Corridore           | Squadra    | Tempo    |
| ---- | ------------------- | ---------- | -------- |
| 1    | Marco Haller        | Katusha    | 3h35'39" |
| 2    | Alessandro Petacchi | Lampre-ISD | s.t.     |
| 3    | Elia Viviani        | Liquigas   | s.t.     |

| Pos. | Corridore         | Squadra   | Tempo     |
| ---- | ----------------- | --------- | --------- |
| 1    | Tony Martin       | Omega Ph. | 13h11'31" |
| 2    | Francesco Gavazzi | Astana    | a 40"     |
| 3    | Daniel Martin     | Garmin    | a 50"     |

### 5ª tappa
- 13 ottobre: Changping > Pinggu – 182,5 km

Risultati
| Pos. | Corridore        | Squadra | Tempo    |
| ---- | ---------------- | ------- | -------- |
| 1    | Stephen Cummings | BMC     | 4h05'08" |
| 2    | Ryder Hesjedal   | Garmin  | a 2"     |
| 3    | E. B. Hagen      | Sky     | a 17"    |

| Pos. | Corridore         | Squadra   | Tempo     |
| ---- | ----------------- | --------- | --------- |
| 1    | Tony Martin       | Omega Ph. | 17h16'56" |
| 2    | Francesco Gavazzi | Astana    | a 40"     |
| 3    | E. B. Hagen       | Sky       | a 46"     |

## Evoluzione delle classifiche
| Tappa              | Vincitore          | Classifica generale Maglia rossa | Classifica a punti Maglia verde | Classifica della montagna Maglia a pois | Classifica giovani Maglia bianca | Classifica squadre Numero giallo |
| ------------------ | ------------------ | -------------------------------- | ------------------------------- | --------------------------------------- | -------------------------------- | -------------------------------- |
| 1ª                 | Elia Viviani       | Elia Viviani                     | Elia Viviani                    | non attribuita                          | Elia Viviani                     | Movistar Team                    |
| 2ª                 | Tony Martin        | Tony Martin                      | Tony Martin                     | Daniel Martin                           | Rafał Majka                      | Astana Pro Team                  |
| 3ª                 | Francesco Gavazzi  | Tony Martin                      | Francesco Gavazzi               | Daniel Martin                           | Rafał Majka                      | Liquigas-Cannondale              |
| 4ª                 | Marco Haller       | Tony Martin                      | Edvald Boasson Hagen            | Daniel Martin                           | Rafał Majka                      | Liquigas-Cannondale              |
| 5ª                 | Steve Cummings     | Tony Martin                      | Edvald Boasson Hagen            | Daniel Martin                           | Rafał Majka                      | Liquigas-Cannondale              |
| Classifiche finali | Classifiche finali | Tony Martin                      | Edvald Boasson Hagen            | Daniel Martin                           | Rafał Majka                      | Liquigas-Cannondale              |

## Classifiche finali

### Classifica generale - Maglia rossa
| Pos. | Corridore         | Squadra     | Tempo     |
| ---- | ----------------- | ----------- | --------- |
| 1    | Tony Martin       | Omega Ph.   | 17h16'56" |
| 2    | Francesco Gavazzi | Astana      | a 40"     |
| 3    | E. B. Hagen       | Sky         | a 46"     |
| 4    | Daniel Martin     | Garmin      | a 50"     |
| 5    | Eros Capecchi     | Liquigas    | a 52"     |
| 6    | Rinaldo Nocentini | AG2R        | a 56"     |
| 7    | Rafał Majka       | Saxo Bank   | s.t.      |
| 8    | Tomasz Marczyński | Vacansoleil | s.t.      |
| 9    | Rui Costa         | Movistar    | a 1'00"   |
| 10   | Tim Wellens       | Lotto       | s.t.      |

### Classifica a punti - Maglia verde
| Pos. | Corridore         | Squadra  | Punti |
| ---- | ----------------- | -------- | ----- |
| 1    | E. B. Hagen       | Sky      | 49    |
| 2    | Francesco Gavazzi | Astana   | 39    |
| 3    | Elia Viviani      | Liquigas | 30    |
| 4    | Rinaldo Nocentini | AG2R     | 29    |
| 5    | Tom-Jelte Slagter | Garmin   | 28    |

### Classifica della montagna - Maglia a pois
| Pos. | Corridore        | Squadra     | Punti |
| ---- | ---------------- | ----------- | ----- |
| 1    | Daniel Martin    | Garmin      | 39    |
| 2    | Pim Ligthart     | Vacansoleil | 26    |
| 3    | Tony Martin      | Omega Ph.   | 20    |
| 4    | Stephen Cummings | BMC         | 16    |
| 5    | Jérémy Roy       | FDJ-BigMat  | 15    |

### Classifica giovani - Maglia bianca
| Pos. | Corridore         | Squadra   | Tempo     |
| ---- | ----------------- | --------- | --------- |
| 1    | Rafał Majka       | Saxo Bank | 17h17'52" |
| 2    | Tim Wellens       | Lotto     | a 4"      |
| 3    | Tom-Jelte Slagter | Rabobank  | a 9"      |
| 4    | Moreno Moser      | Liquigas  | a 13"     |
| 5    | Chris Butler      | Champion  | a 2'35"   |

### Classifica a squadre - Numero giallo
| Pos. | Squadra             | Tempo     |
| ---- | ------------------- | --------- |
| 1    | Liquigas-Cannondale | 51h56'06" |
| 2    | Euskaltel-Euskadi   | a 27"     |
| 3    | Astana Pro Team     | a 1'56"   |
| 4    | RadioShack-Nissan   | a 2'29"   |
| 5    | BMC Racing Team     | a 3'26"   |